# Straße in Paris an einem regnerischen Tag
Straße in Paris an einem regnerischen Tag (deutsch auch: Paris, an einem Regentag, französisch Rue de Paris, temps de pluie, englisch Paris Street; Rainy Day oder Paris: A Rainy Day) ist der Titel eines 1877 entstandenen Ölgemäldes des französischen Impressionisten Gustave Caillebotte. Das 212,2 mal 276 cm große Gemälde hängt heute im Art Institute of Chicago.

## Inhalt

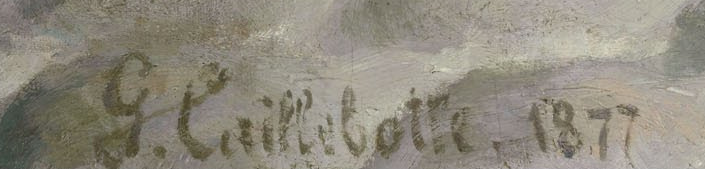
Signatur

Das Gemälde zeigt einen Blick auf das unter Georges-Eugène Haussmann (1809–1891) neu erbaute klassizistische Paris. Die auf dem Bild dargestellten Straßen sind bekannt: Es sind die vom Vorder- in den Hintergrund laufende Rue de Turin und die nach links abzweigende Rue de Moscou. Im Hintergrund ist die Rue Capeyron zu sehen. Es ist ein trüber, regnerischer Tag. Rechts im Vordergrund kommen dem Betrachter ein Mann und eine Frau entgegen – etwas weiter vorne ist ein weiterer Passant angeschnitten, der eben seinen Schirm zur Seite neigt, um nicht mit dem Paar zusammenzustoßen. Durch die Bildhöhe von über zwei Metern sind diese drei Figuren lebensgroß.
Die Signatur befindet sich nahe der linken unteren Ecke: G. Caillebotte. 1877.

## Ausführung und Motiv

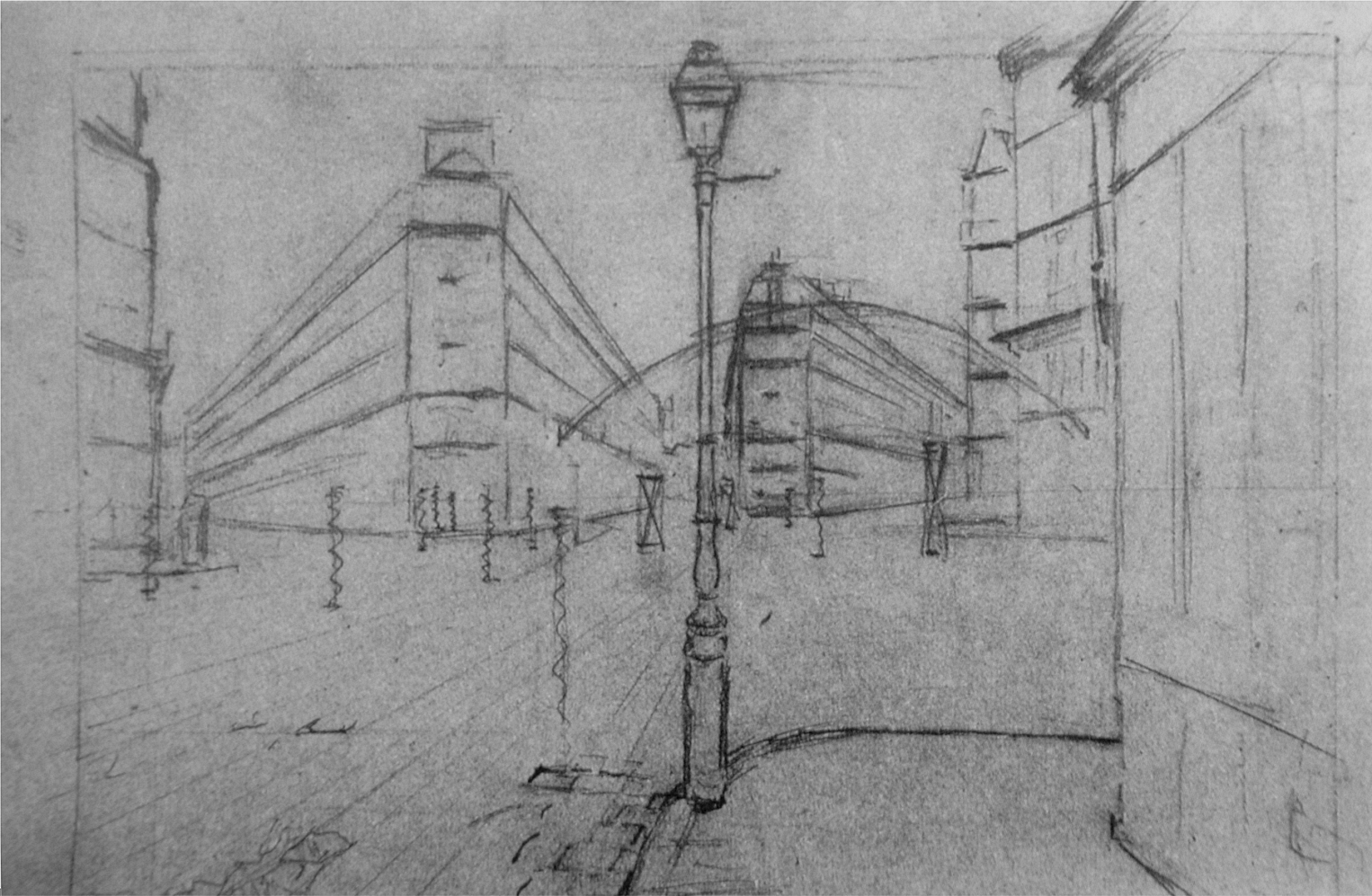
Vorzeichnung

Caillebotte fertigte zahlreiche Vorzeichnungen und Ölskizzen an – so zufällig diese Straßenszene wirkt, so sorgfältig ist sie in Wahrheit konstruiert: Die grüne Laterne teilt das Bild in zwei gleich große Hälften, mit je einem eigenen Fluchtpunkt. Auch die Details sind minutiös ausgeführt: Jede Falte auf der Kleidung der Personen vorne rechts ist sichtbar: Der im Schatten liegende Pelzkragen der Frau ist deutlich von ihrem Stoffmantel zu unterscheiden, auch ihr schwarz gepunkteter Schleier ist zu erkennen. Am Schirm zeigen sich die typischen Spannfalten des über die Speichen gezogenen Stoffes, und die Reflexionen auf den Pflastersteinen hielt Caillebotte bereits auf Ölskizzen fest. Die Kleidung weist die dargestellten Menschen eindeutig als Angehörige der Mittelschichten aus.
Impressionistisch sind nicht die Malweise, sondern die Wahl des zufällig erscheinenden alltäglichen Motivs, die angeschnittenen Figuren und die ungewöhnliche spielerische Perspektive: Es könnte zu einem Zusammenstoß der Regenschirme kommen. Zudem entsteht der Eindruck, als seien wir selbst auf dem Gehweg unterwegs und würden einander begegnen. Dies steht alles im Gegensatz zur Historienmalerei, die stets einen bedeutsamen Moment als Höhepunkt eines vorausgegangenen Geschehens festhält.

## Provenienz

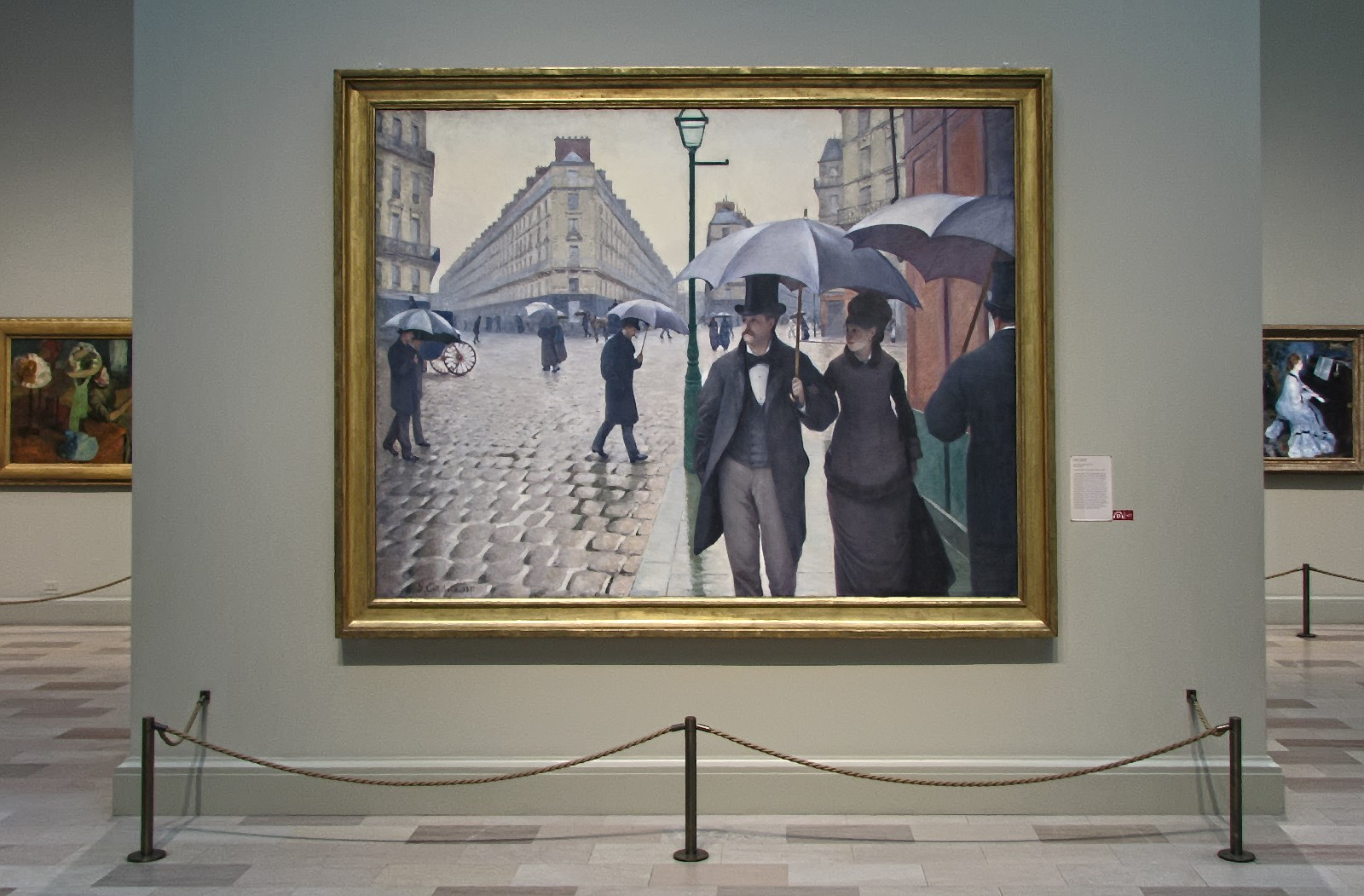
Diese Aufnahme lässt die Größe des Bildes erkennen

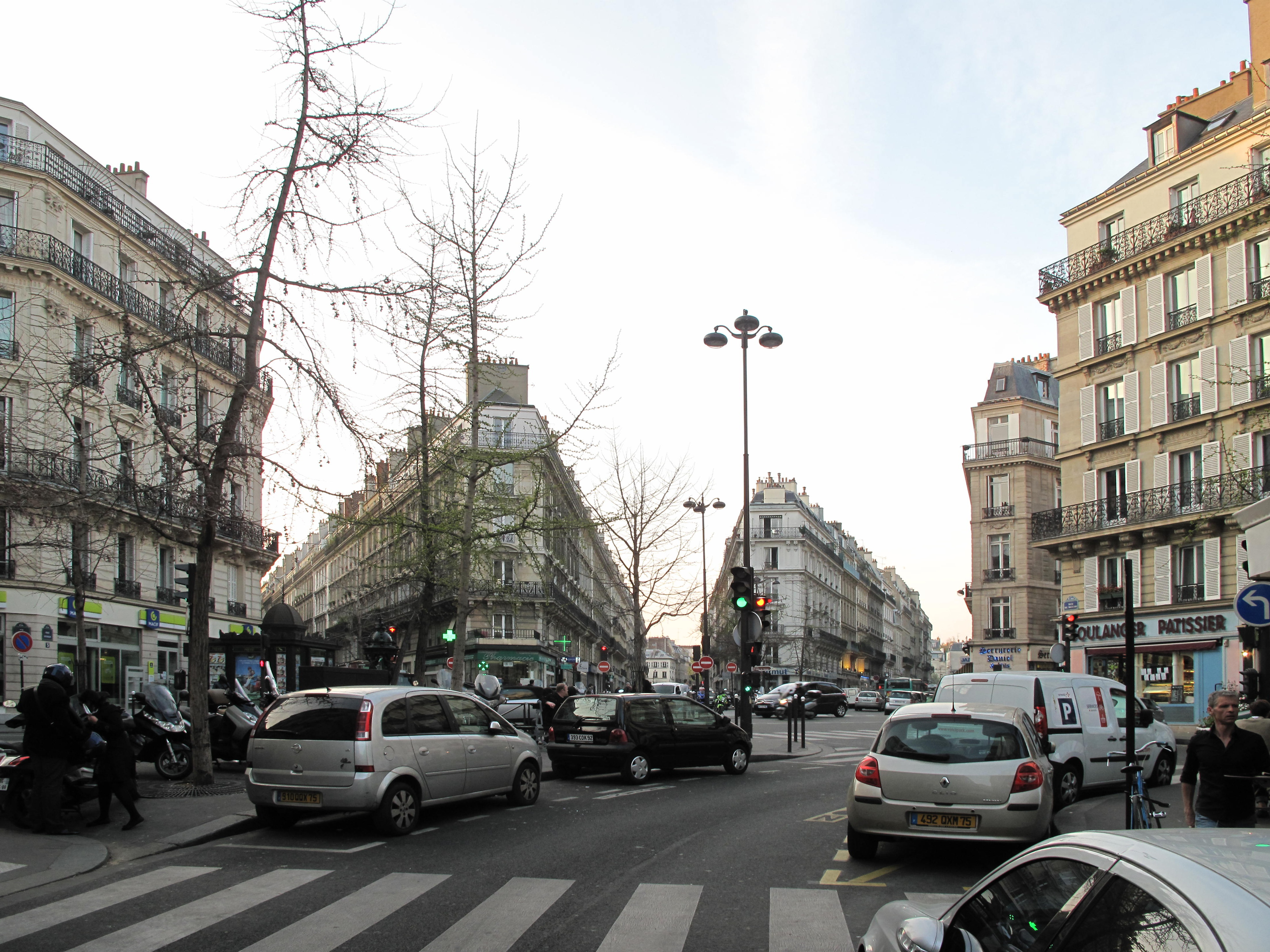
Der Place de Dublin heute

Caillebotte zeigte das Gemälde erstmals auf der dritten Impressionismus-Ausstellung in Paris 1877 der Öffentlichkeit. Die Galerie Durand-Ruel präsentierte es im Juni 1894 in einer Retrospektive der Werke Caillebottes in Paris.
Das Werk blieb bis 1950 im Besitz der Familie des Künstlers. Vermittelt von Wildenstein & Company, erwarb es Walter P. Chrysler Jr., Sohn des Automobilproduzenten Walter Percy Chrysler, 1954 für seine Sammlung. 1964 wurde es an das Art Institute of Chicago verkauft. Eine Ölskizze des Gemäldes befindet sich im Musée Marmottan in Paris, weitere vorbereitende Ölstudien sind in Privatbesitz. Darüber hinaus existieren vorbereitende Zeichnungen der Gesamtkomposition oder von einzelnen Details des Gemäldes.
Das Gemälde war ab 1956 in einer Reihe von Ausstellungen in den USA zu sehen. Zwischen September 1994 und Januar 1995 kehrte es nach Paris zurück zu einer Werkschau Gustave Caillebottes im Grand Palais, die anschließend in Chicago und Los Angeles gezeigt wurde.

## Rezeption
Gloria Gloom, Kuratorin des Art Institute, bezeichnet das Bild als “… the great picture of urban life in the late 19th century.” (deutsch: „… das große Bild des urbanen Lebens im späten 19. Jahrhundert.“) Der Fotograf Thomas Struth trug mit einer Fotografie aus seiner Serie der Museumsbilder, auf dem das Gemälde im Museum zu sehen ist, zur Bekanntheit des Bildes bei. 2019 wurde es in der Alten Nationalgalerie in Berlin gezeigt.